# Nederlands landskampioenschap 1949-1950
Il campionato era formato da cinquanta squadre e il Limburgia vinse il titolo.

## Est
|    | Club            | G  | V  | N | P  | GF | GS | Punti | DR  |                                   |
| -- | --------------- | -- | -- | - | -- | -- | -- | ----- | --- | --------------------------------- |
| 1  | Enschedese Boys | 18 | 14 | 2 | 2  | 38 | 12 | 30    | +26 | Qualificata per il gruppo finale. |
| 2  | Heracles Almelo | 18 | 10 | 3 | 5  | 24 | 14 | 23    | +10 |                                   |
| 3  | AGOVV           | 18 | 6  | 7 | 5  | 27 | 29 | 19    | -2  |                                   |
| 4  | HVV Hengelo     | 18 | 6  | 7 | 5  | 20 | 22 | 19    | -2  |                                   |
| 5  | Enschede        | 18 | 6  | 5 | 7  | 22 | 22 | 17    | 0   |                                   |
| 6  | Wageningen      | 18 | 7  | 3 | 8  | 23 | 24 | 17    | -1  |                                   |
| 7  | Zwolsche Boys   | 18 | 5  | 5 | 8  | 24 | 31 | 15    | -7  |                                   |
| 8  | N.E.C.          | 18 | 5  | 4 | 9  | 16 | 21 | 14    | -5  |                                   |
| 9  | Go Ahead Eagles | 18 | 5  | 4 | 9  | 22 | 31 | 14    | -9  |                                   |
| 10 | Quick Nijmegen  | 18 | 4  | 4 | 10 | 26 | 36 | 12    | -10 |                                   |

G = Partite giocate; V = Vittorie; N = Nulle/Pareggi; P = Perse; GF = Goal fatti; GS = Goal subiti; DR = Differenza reti, PT = Punti

## Nord
|    | Club            | G  | V  | N | P  | GF | GS | Punti | DR  |                                  |
| -- | --------------- | -- | -- | - | -- | -- | -- | ----- | --- | -------------------------------- |
| 1  | Heerenveen      | 18 | 17 | 0 | 1  | 87 | 23 | 34    | +64 | Qualificata per il gruppo finale |
| 2  | GVAV-Rapiditas  | 18 | 8  | 5 | 5  | 37 | 25 | 21    | +12 |                                  |
| 3  | Sneek           | 18 | 7  | 6 | 5  | 46 | 38 | 20    | +8  |                                  |
| 4  | Achilles 1894   | 18 | 9  | 2 | 7  | 36 | 36 | 20    | 0   |                                  |
| 5  | LAC Frisia 1883 | 18 | 8  | 2 | 8  | 38 | 38 | 18    | 0   |                                  |
| 6  | Velocitas       | 18 | 8  | 2 | 8  | 30 | 36 | 18    | -6  |                                  |
| 7  | Be Quick 1887   | 18 | 8  | 2 | 8  | 41 | 43 | 18    | -2  |                                  |
| 8  | Leeuwarden      | 18 | 6  | 3 | 9  | 38 | 33 | 15    | +5  |                                  |
| 9  | HSC             | 18 | 6  | 3 | 9  | 32 | 45 | 15    | -13 |                                  |
| 10 | LVV Friesland   | 18 | 0  | 1 | 17 | 11 | 79 | 1     | -68 |                                  |

G = Partite giocate; V = Vittorie; N = Nulle/Pareggi; P = Perse; GF = Goal fatti; GS = Goal subiti; DR = Differenza reti, PT = Punti

## Sud-I
|    | Club           | G  | V  | N | P  | GF | GS | Punti | DR  |                                   |
| -- | -------------- | -- | -- | - | -- | -- | -- | ----- | --- | --------------------------------- |
| 1  | Limburgia      | 19 | 12 | 3 | 4  | 38 | 22 | 27    | +16 | Qualificata per il gruppo finale. |
| 2  | PSV            | 19 | 11 | 3 | 5  | 54 | 18 | 25    | +36 |                                   |
| 3  | MVV            | 18 | 8  | 4 | 6  | 35 | 25 | 20    | +10 |                                   |
| 4  | VVV-Venlo      | 18 | 8  | 4 | 6  | 37 | 37 | 20    | 0   |                                   |
| 5  | RBC Roosendaal | 18 | 6  | 5 | 7  | 23 | 24 | 17    | -1  |                                   |
| 6  | NOAD           | 18 | 5  | 7 | 6  | 21 | 24 | 17    | -3  |                                   |
| 7  | Brabantia      | 18 | 7  | 3 | 8  | 22 | 29 | 17    | -7  |                                   |
| 8  | Sittardse Boys | 18 | 7  | 3 | 8  | 35 | 48 | 17    | -13 |                                   |
| 9  | SC Helmondia   | 18 | 6  | 3 | 9  | 19 | 21 | 15    | -2  |                                   |
| 10 | SV Kerkrade    | 18 | 3  | 1 | 14 | 24 | 60 | 7     | -36 |                                   |

G = Partite giocate; V = Vittorie; N = Nulle/Pareggi; P = Perse; GF = Goal fatti; GS = Goal subiti; DR = Differenza reti, PT = Punti

## Sud-II
|    | Club         | G  | V  | N | P  | GF | GS | Punti | DR  |                                   |
| -- | ------------ | -- | -- | - | -- | -- | -- | ----- | --- | --------------------------------- |
| 1  | Maurits      | 18 | 13 | 2 | 3  | 43 | 20 | 28    | +23 | Qualificata per il gruppo finale. |
| 2  | Den Bosch    | 18 | 10 | 5 | 3  | 32 | 13 | 25    | +19 |                                   |
| 3  | Willem II    | 18 | 11 | 1 | 6  | 47 | 24 | 23    | +23 |                                   |
| 4  | LONGA        | 18 | 8  | 5 | 5  | 23 | 26 | 21    | -3  |                                   |
| 5  | VV TSC       | 18 | 7  | 4 | 7  | 27 | 35 | 18    | -8  |                                   |
| 6  | Eindhoven    | 18 | 6  | 5 | 7  | 31 | 30 | 17    | +1  |                                   |
| 7  | NAC Breda    | 18 | 4  | 8 | 6  | 20 | 22 | 16    | -2  |                                   |
| 8  | Bleijerheide | 18 | 4  | 6 | 8  | 25 | 29 | 14    | -4  |                                   |
| 9  | SC Emma      | 18 | 2  | 5 | 11 | 16 | 42 | 9     | -26 |                                   |
| 10 | Juliana '31  | 18 | 2  | 5 | 11 | 15 | 38 | 9     | -23 |                                   |

G = Partite giocate; V = Vittorie; N = Nulle/Pareggi; P = Perse; GF = Goal fatti; GS = Goal subiti; DR = Differenza reti, PT = Punti

## Ovest-I
|    | Club             | G  | V  | N | P  | GF | GS | Punti | DR  |                                   |
| -- | ---------------- | -- | -- | - | -- | -- | -- | ----- | --- | --------------------------------- |
| 1  | Blauw-Wit        | 18 | 12 | 4 | 2  | 49 | 25 | 28    | +24 | Qualificata per il gruppo finale. |
| 2  | Hermes DVS       | 18 | 9  | 6 | 3  | 37 | 29 | 24    | +8  |                                   |
| 3  | Sparta Rotterdam | 18 | 10 | 3 | 5  | 34 | 17 | 23    | +17 |                                   |
| 4  | ADO Den Haag     | 18 | 10 | 0 | 8  | 35 | 28 | 20    | +7  |                                   |
| 5  | HFC Haarlem      | 18 | 6  | 4 | 8  | 36 | 30 | 16    | +6  |                                   |
| 6  | Feyenoord        | 18 | 6  | 4 | 8  | 27 | 28 | 16    | -1  |                                   |
| 7  | DOS              | 18 | 6  | 4 | 8  | 25 | 30 | 16    | -5  |                                   |
| 8  | VSV              | 18 | 5  | 5 | 8  | 22 | 27 | 15    | -5  |                                   |
| 9  | KFC              | 18 | 6  | 1 | 11 | 29 | 47 | 13    | -18 |                                   |
| 10 | Zeeburgia        | 18 | 3  | 3 | 12 | 25 | 58 | 9     | -33 |                                   |

G = Partite giocate; V = Vittorie; N = Nulle/Pareggi; P = Perse; GF = Goal fatti; GS = Goal subiti; DR = Differenza reti, PT = Punti

## Ovest-II
|    | Club            | G  | V  | N | P  | GF | GS | Punti | DR  |                                   |
| -- | --------------- | -- | -- | - | -- | -- | -- | ----- | --- | --------------------------------- |
| 1  | Ajax            | 18 | 15 | 1 | 2  | 43 | 18 | 31    | +25 | Qualificata per il gruppo finale. |
| 2  | De Volewijckers | 18 | 13 | 3 | 2  | 43 | 16 | 29    | +27 |                                   |
| 3  | HBS Craeyenhout | 18 | 6  | 5 | 7  | 39 | 38 | 17    | +1  |                                   |
| 4  | RCH             | 18 | 6  | 5 | 7  | 26 | 28 | 17    | -2  |                                   |
| 5  | HFC EDO         | 18 | 5  | 6 | 7  | 31 | 36 | 16    | -5  |                                   |
| 6  | SVV             | 18 | 6  | 3 | 9  | 41 | 46 | 15    | -5  |                                   |
| 7  | HVV 't Gooi     | 18 | 6  | 3 | 9  | 22 | 32 | 15    | -10 |                                   |
| 8  | Xerxes          | 18 | 4  | 6 | 8  | 24 | 32 | 14    | -8  |                                   |
| 9  | SC Neptunus     | 18 | 5  | 3 | 10 | 20 | 35 | 13    | -15 |                                   |
| 10 | DWS             | 18 | 5  | 3 | 10 | 25 | 33 | 13    | -8  |                                   |

G = Partite giocate; V = Vittorie; N = Nulle/Pareggi; P = Perse; GF = Goal fatti; GS = Goal subiti; DR = Differenza reti, PT = Punti

## Gruppo per il titolo
|   | Club            | G  | V | N | P | GF | GS | Punti | DR  |
| - | --------------- | -- | - | - | - | -- | -- | ----- | --- |
| 1 | Limburgia       | 10 | 7 | 1 | 2 | 39 | 18 | 15    | +21 |
| 2 | Blauw-Wit       | 10 | 6 | 2 | 2 | 36 | 23 | 14    | +13 |
| 3 | Maurits         | 10 | 4 | 2 | 4 | 16 | 22 | 10    | -6  |
| 4 | Ajax            | 10 | 4 | 0 | 6 | 21 | 22 | 8     | -1  |
| 5 | Heerenveen      | 10 | 3 | 2 | 5 | 22 | 34 | 8     | -12 |
| 6 | Enschedese Boys | 10 | 2 | 1 | 7 | 10 | 25 | 5     | -15 |

G = Partite giocate; V = Vittorie; N = Nulle/Pareggi; P = Perse; GF = Goal fatti; GS = Goal subiti; DR = Differenza reti, PT = Punti